# Andreas Roller
Pour les articles homonymes, voir Roller.
Andreas Leonhard Roller (en russe: Андреас Леонгард Роллер ou Андрей Адамович Роллер, Andreï Adamovitch Roller), né le 8 janvier 1805 à Ratisbonne en Bavière et mort le 8/20 Mai 1891 à Saint-Pétersbourg, est un peintre allemand et russe de vues de perspective et de décors de théâtre, scénographe, académicien et professeur à l'Académie impériale des beaux-arts de Saint-Pétersbourg.

## Biographie
Roller est le fils d'un mécanicien de théâtre. Son oncle est maître de concert et ses frères, décorateurs de théâtre. Il déménage à l'âge de cinq ans avec sa famille à Vienne où il est formé comme décorateur de théâtre à l'Académie de Vienne et où il travaille avec son père à des machineries de théâtre. Il travaille aussi avec Antonio de Pian et Neffe à la peinture de perspectives. Il devient assistant de son père en 1821 à Vienne, puis s'installe à Munich. En 1822, il est machiniste principal de théâtre de Josefstadt à Vienne, puis travaille dans différents théâtre d'Autriche et d'Allemagne, fait un voyage en Angleterre et un autre en France. À Berlin, il travaille avec l'architecte Karl Friedrich Schinkel qui influence durablement ses travaux. 
Roller est invité en 1833 à Saint-Pétersbourg en tant que décorateur et machiniste-en-chef à la direction des théâtres impériaux, poste qu'il occupe jusqu'en 1879, à cause de sa santé défaillante. Sa première commande est la scénographie du ballet César en Égypte qui impressionne les spectateurs, surtout par sa finale de l'incendie d'Alexandrie. Son succès va grandissant et il conçoit les décors de grands ballets, tels que La Sylphide (1835) de Schneitzhoeffer, Giselle et Le Corsaire (1858), d'Adam, Le Petit Cheval bossu et La Fille du pharaon de Cesare Pugni; des opéras, comme La Tombe d'Ascold (1841) de Verstovski, Charles le Téméraire de Rossini, etc. En 1836, la première de l'opéra de Glinka, Une vie pour le tsar inaugure le théâtre Bolchoï Kamenny dont le spectacle est brillement scénographié par Roller. En 1862, il scénographie une version de La Forza del Destino, de Verdi,  avec le tonnerre et l'illusion de la pluie. Il conçoit la scénographie du Roi Candaule en 1868 (ballet de Marius Petipa sur une musique de Cesare Pugni). 
Pendant sa carrière en Russie, Roller conçoit les décors et les machineries de plus de deux cents pièces théâtrales et peint plus de mille tableaux de décor. De plus, il reçoit en 1850 la commande d'un panorama de la ville de Palerme qui attire à Saint-Pétersbourg un grand public, mais est détruit par un incendie en 1852. Il peint aussi plusieurs rideaux de théâtre. Matveï Chichkov est son assistant à cette époque.
Roller est en plus un technicien aguerri, il participe à la reconstruction du théâtre Bolchoï de Saint-Pétersbourg en 1836 et aux travaux du palais d'Hiver en 1838, met au point une nouvelle scène et de nouvelles machines au théâtre de l'Ermitage en 1856. Il participe aussi à différents chantiers dans d'autres théâtres et édifices impériaux.
Les décors de Roller de 1834 à 1866 étaient égaux aux meilleures œuvres du même genre qui fournissaient les représentations sur les principales scènes théâtrales d'Europe ; il a montré en eux son ingéniosité inépuisable de la fantaisie, son goût et sa connaissance magistrale de la perspective. Il devient sujet de l'Empire russe en 1873.
En 1841, Andreas Roller présente à l'Académie un tableau intitulé Cimetière romain qui reçoit l'approbation du conseil académique. Il est académicien depuis 1839 et nommé professeur de peinture de perspective en 1856.

## Illustrations

Exemples d'œuvres de Roller
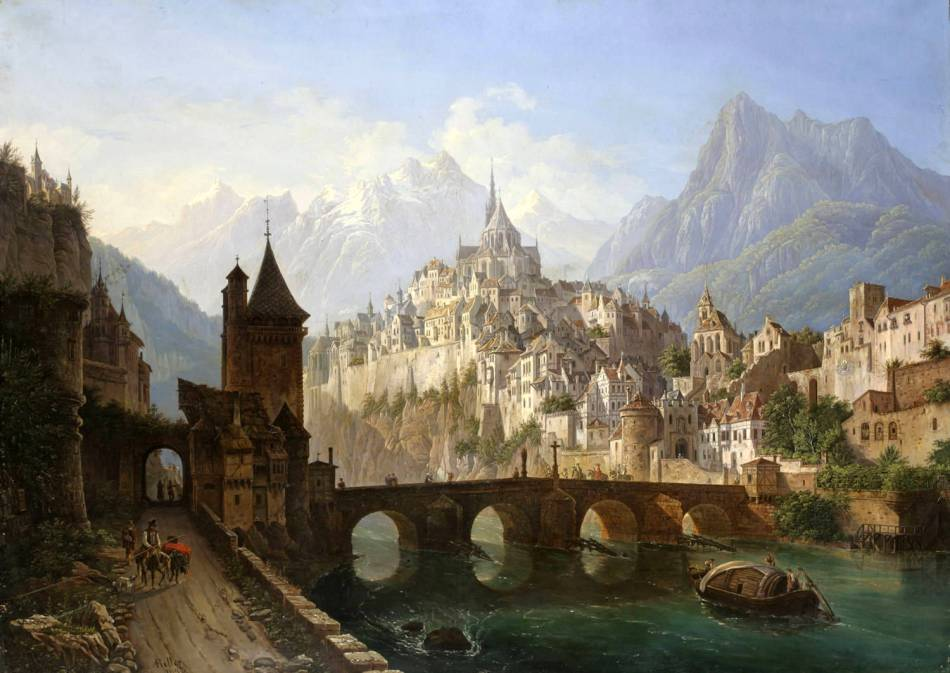
Paysage avec château
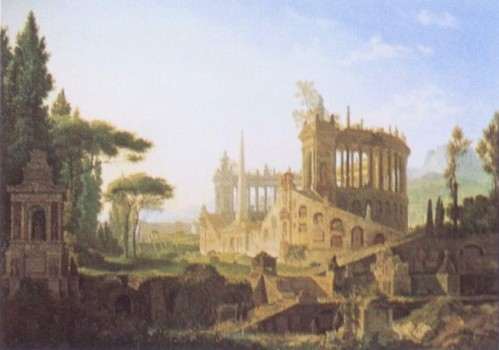
Paysage d'un cimetière romain

Exemples de décors de Roller
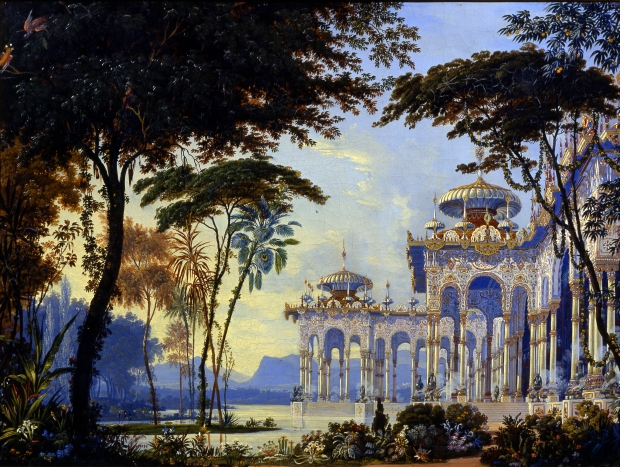
Décors de l'opéra Rouslan et Ludmila
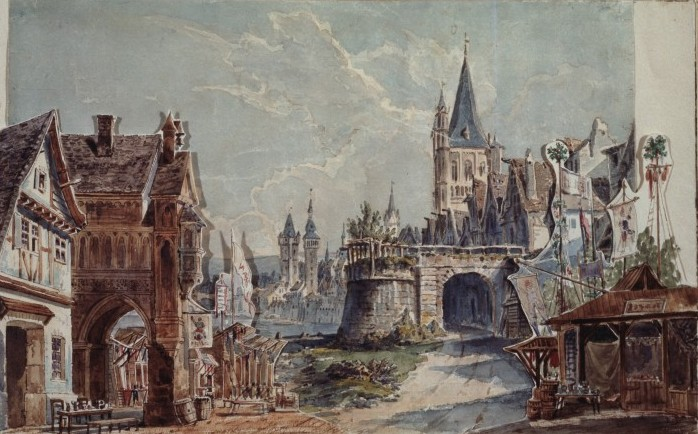
Décor du ballet Faust
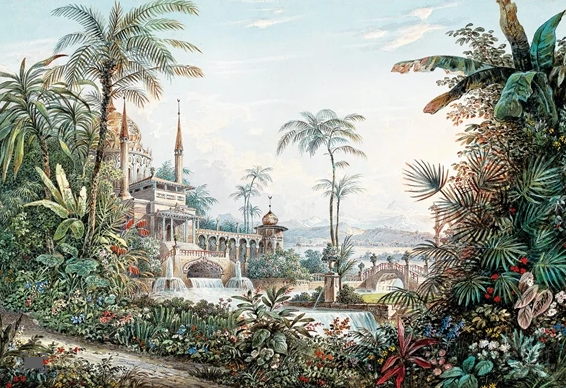
Décor de l'opéra L'Enlèvement au sérail
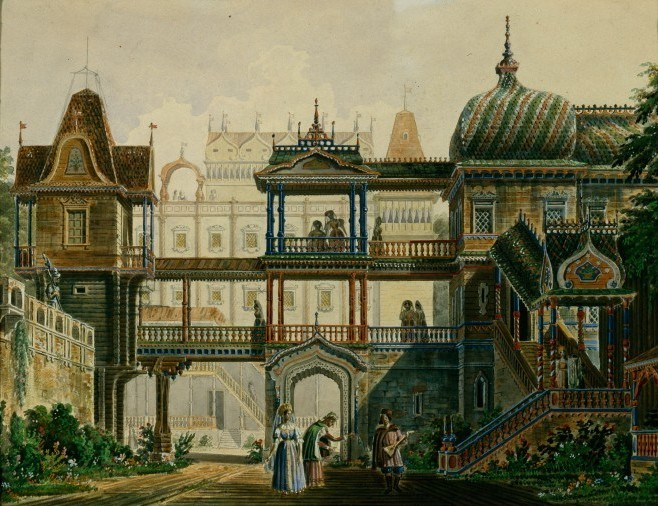
Décor de l'opéra Le Tombeau d'Ascold

Exemples d'esquisses de personnages de Roller
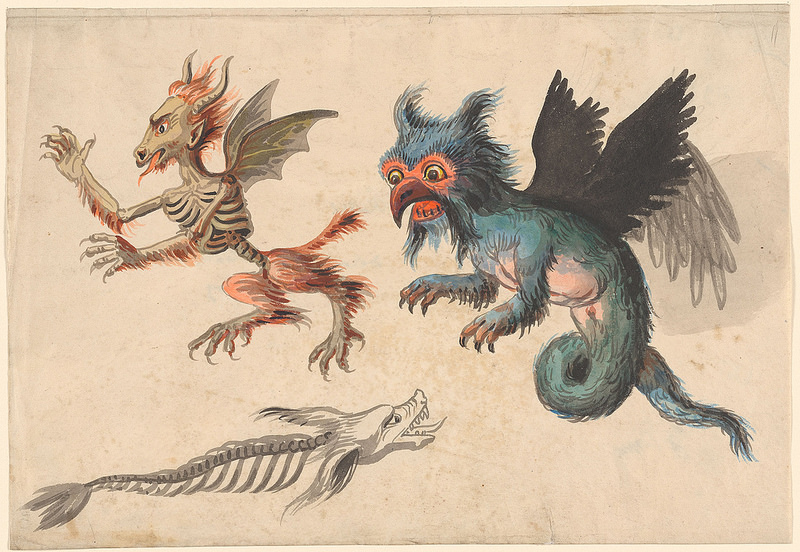
Esquisses de figures volantes fantastiques
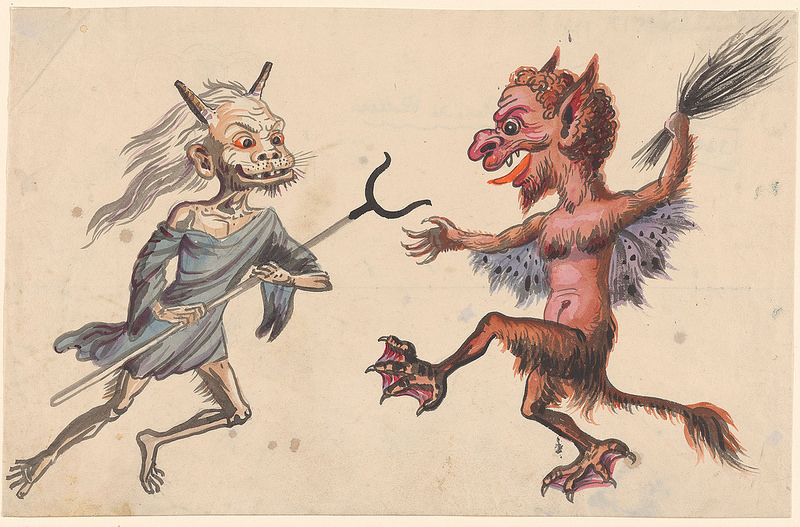
Esquisse d'une sorcière et d'un diablotin
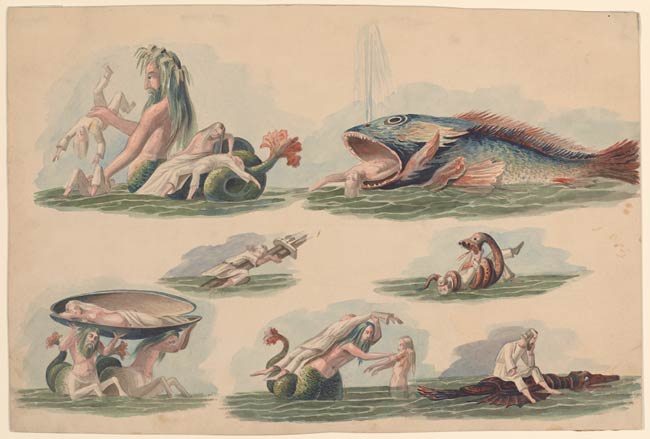
Esquisses de tritons, de poissons et de naïades